# Carmina Burana (versgyűjtemény)

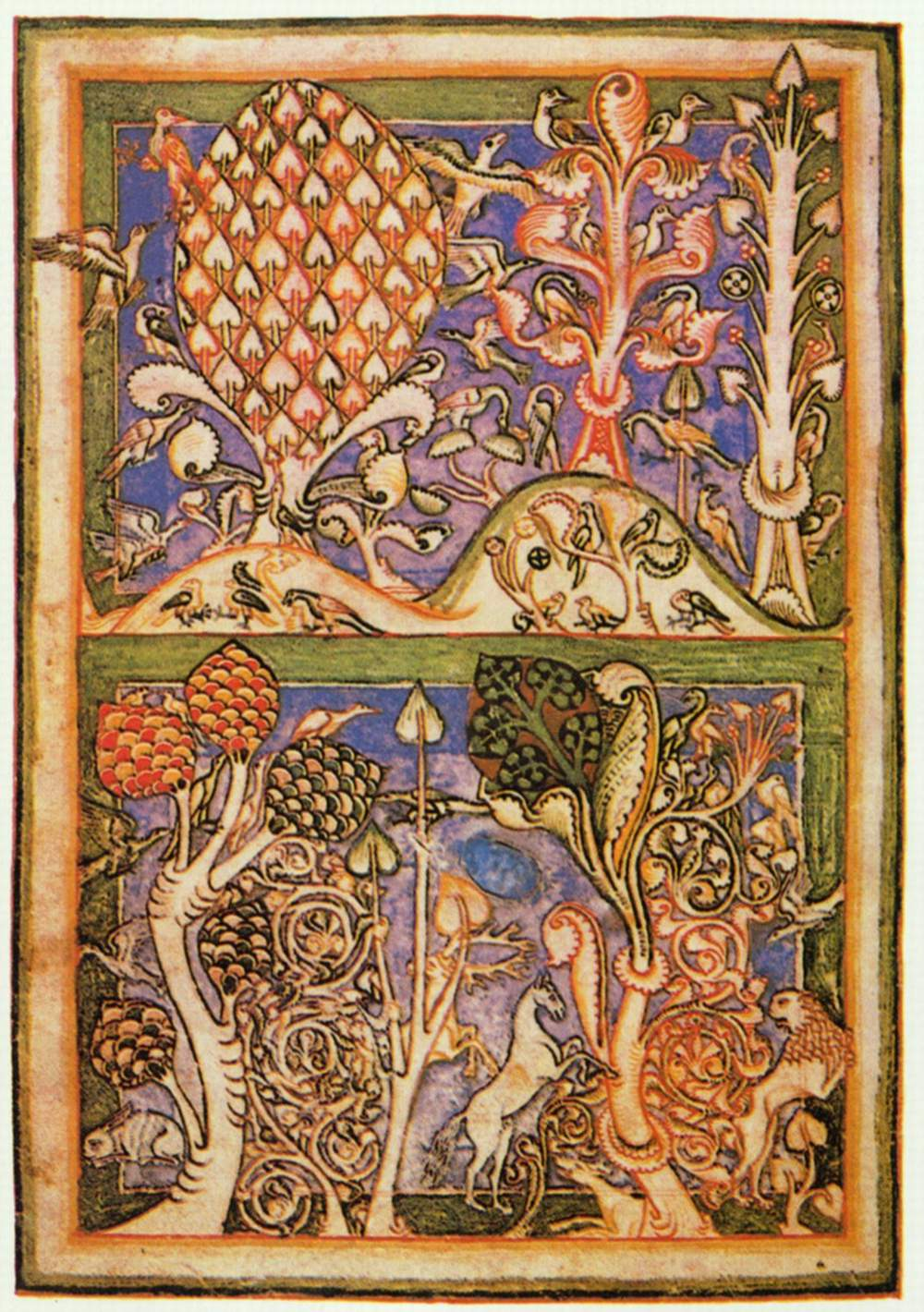
Erdei kép a Carmina Buranaból, 1230 körül

Carmina Burana néven ismeretes az a 13. századi középkori latin (valamint kisebb részben középfelnémet, ófrancia és provanszál) szövegű versgyűjtemény-kódex, amelyet a bajorországi Benediktbeuern kolostorában találtak meg. Carl Orff zenésítette meg; 1937-ben, Frankfurt am Mainban mutatták be.
A gyűjtemény igen fontos a középkori irodalomtörténetben. Ezek a versek, melyeket vándordiákok és szerzetesek írtak egytől egyig világi témájúak. Megtalálhatók bennük a középkor hol gyengéd, hol a trágárságig vaskos, hol lírikus, hol humoros népies költészetének legjellegzetesebb képviselői. Ezek a vágánsdalok azonban nem csak a nemzeti nyelv szempontjából fontosak: a latin költészet itt érkezik el a ritmikus és rímes verseléshez.
Az antológia sokáig lappangott, csak 1803-ban került elő a benediktbeuerni kolostor könyvtárából. S mivel a hely latin neve Bura Sancti Benedicti, innen ered a Carmina (dalok) szó után a Burana jelző. Felfedezése után nem azonnal jelent meg – szabadszájúsága ezt még ama felvilágosult korban is megakadályozta –, hanem csak fél évszázaddal később.
Umberto Eco Baudolino című, 2000-ben kiadott regényében a címszereplő írja meg az Orff zeneművében is felcsendülő Estuans Interius kezdetű verset, vagy legalábbis annak néhány sorát.

## Magyarul
- Carmina Burana. Középkori diákdalok; vál., utószó, jegyz., bibliogr. Kardos Tibor, ford. Csorba Győző et al., ill. Szász Endre; Magyar Helikon, Bp., 1960
- Carmina Burana. Középkori diákdalok; szerk. Radics Róbert, ford. Garai Gábor et al., ill. Takáts Márton; Kötet, Nyíregyháza, 1996